# Триттау
Триттау (нім. Trittau) — громада в Німеччині, розташована в землі Шлезвіг-Гольштейн. Входить до складу району Штормарн. Центр об'єднання громад Триттау.
Площа — 28,59 км2. Населення становить 8983 ос. (станом на 31 грудня 2020).